# Heredium
L''heredium era un'unità di superficie agraria utilizzata dai Romani.

## Descrizione
L'heredium corrispondeva al doppio di uno iugero e perciò corrispondeva a 5 039,8 m² (circa mezzo ettaro). Queste terre, secondo la tradizione, vennero distribuite alle famiglie che contribuirono alla fondazione di Roma da parte di Romolo stesso, che le diede nella misura di un heredium ad ogni gruppo gentilizio.
Il termine deriva dal fatto che le terre passavano in proprietà agli eredi, rappresentando tradizionalmente il momento in cui nella Roma antica venne introdotta la proprietà terriera privata.
In età romana, un appezzamento terriero distribuito ai patrizi e lavorato dai plebei.